# 인천향교 앞 비석군
인천향교 앞 비석군은 인천광역시 미추홀구 문학동에 있다. 2017년 7월 31일 인천 미추홀구의 향토문화유산 제3호로 지정되었다.

## 개요
선정비(善政碑)는 일반적으로 관직에 있는 사람이 백성들에게 은혜와 교화를 베풀었을 때 이를 기념하고 칭송하는 의미에서 세우는 비석을 말한다. 보통은 ‘선정비’로 통칭하지만 ‘공덕비(功德碑)’, ‘영세불망비(永世不忘碑)’, ‘청덕선정비(淸德善政碑)’, ‘선정불망비(善政不忘碑)’, ‘애민선정비(愛民善政碑)’, ‘인정제민비(仁政濟民碑)’, ‘청백선정비(淸白善政碑)’ 등으로 다양하게 표기된다. 이러한 선정비는 주로 관아 근처에 사람이 많이 다니는 길목이나 고개에 설치되었기 때문에 마을 곳곳에 산재하고 있었다. 그러나 인천이 도시화되면서 훼손을 방지하기 위해 한 곳에 모아 놓았기 때문에 인천향교 앞 비석군을 이루게 되었다. 1930년 대에 인천도호부 관아였던 지금의 문학초등학교 앞에 5기의 선정비만이 있었으나, 1949년 10개의 선정비를 이곳으로 모아 왔고, 그 뒤로도 3개의 선정비를 더하여 1970년대 지금의 자리로 이전하였다.
인천향교 홍살문 좌측에 자리 잡은 비석군은 향교 중수를 기념한 ‘우강노공학영존성비(佑江盧公鶴永尊聖碑)’ 옆으로 17기의 비석, 그리고 1기의 좌대가 일렬로 서 있다. 조선 인조 때 인천부사를 지냈던 이후천(李後天) 등 14인의 인천부사에 대한 선정비 16개와 1876년에 세워진 경기도관찰사 민태호(閔台鎬)의 선정비 1개가 그것이다. 황운조(黃運祚)와 박제성(朴齊晟)의 선정비는 각각 두 개씩이고, 좌대만 남은 것은 인천부사 정동면(鄭東勉)의 청덕선정비(淸德善政碑)였다고 한다. 이 외에도 1891년에 세워진 ‘을사오적’ 중 한 명 박제순(朴齊純)의 영세불망비(永世不忘碑)도 있었으나, 2005년 시민단체의 문제제기로 철거되었다.

## 선정비 목록
홍살문 쪽에서부터 나열된 선정비의 인물과 내용을 소개하면 다음과 같다.
| 연번 | 성명   | 품계     | 재임기간         | (개월) | 비명                         | 설립년월 |
| ---- | ------ | -------- | ---------------- | ------ | ---------------------------- | -------- |
| 1    | 李衡佐 | 通訓大夫 | 1712.01~1715.06  | 42     | 府使李公衡佐淸德善政碑       | 1715.7   |
| 2    | 李喜朝 | 通訓大夫 | 1695.02~1696.11  | 22     | 縣監李公喜朝淸德善政碑       | 1710.2   |
| 3    | 鄭來祥 | 通政大夫 | 1706.09~1709.07  | 35     | 府使鄭公來祥淸白愛民善政碑   | 1710.1   |
| 4    | 尹珹   | 通訓大夫 | 1654.06~1655.05  | 12     | 府使尹公珹淸愛民碑           | 1661.3   |
| 5    | 金尙   | 通政大夫 | 1628.12~1631.05  | 30     | 府使金公尙愛民善政碑         | 미상     |
| 6    | 黃運祚 | 通政大夫 | 1799.01~1800.02  | 14     | 府使黃公運祚淸白善政碑       | 1799.5   |
| 7    | 李後天 | 通訓大夫 | 1627.02~1628.12  | 23     | 府使李公後天仁政濟民碑       | 1629.4   |
| 8    | 閔台鎬 | -        | -                | -      | 觀察使閔公台鎬永世不忘碑     | 1876     |
| 9    | 丁彦璜 | 通訓大夫 | 1644.04~1644.11  | 8      | 府使丁公彦璜善政碑           | 1648.1   |
| 10   | 尹ㅇ   | 通訓大夫 | 1875.11~1877.01  | 15     | 行府使兼防禦使尹公永世不忘碑 | 1876.7   |
| 11   | 尹泰兢 | 通訓大夫 | 1853.10~1856.08  | 35     | 府使尹侯泰兢愛民善政碑       | 1855     |
| 12   | 具完植 | 通訓大夫 | 1870.윤10~1874.1 | 40     | 行府使具公完植永世不忘碑     | 1873.3   |
| 13   | 任翼常 | 通訓大夫 | 1848.05~1848.12  | 8      | 府使任公翼常淸德善政碑       | 1849.1   |
| 14   | 朴齊晟 | 通訓大夫 | 1883.04~1885.05  | 26     | 行府使朴公齊晟淸德善政不忘碑 | 1884.1   |
| 15   | 朴齊晟 | 通訓大夫 | 1883.04~1885.05  | 26     | 行府使朴侯齊晟永世不忘碑     | 1884.1   |
| 16   | 沈器周 | 通訓大夫 | 1638.11~1639.06  | 8      | 府使沈公器周愛民善政碑       | 1640.5   |
| 17   | 黃運祚 | 通訓大夫 | 1797.07~1798.12  | 18     | 府使黃公運祚淸德善政碑       | 1799     |

## 같이 보기
- 인천향교 - 인천광역시 유형문화재 제11호